# Jacob & Josef Kohn

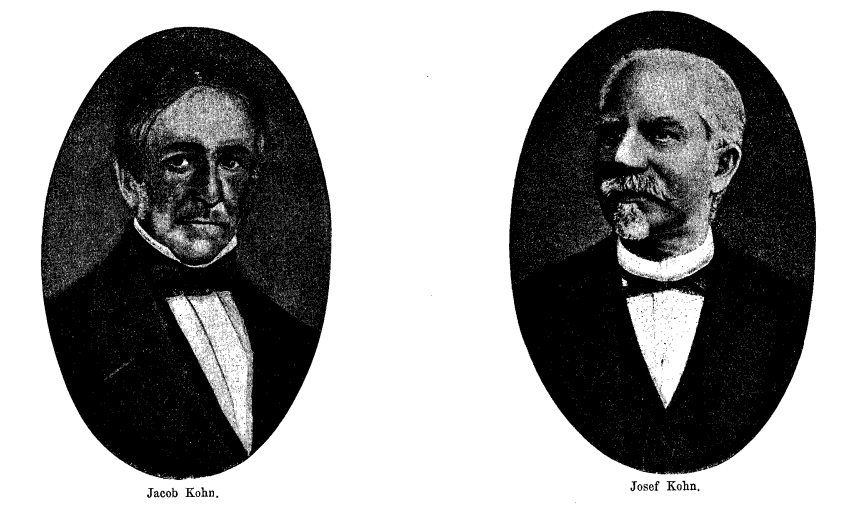
Jacob und Josef Kohn

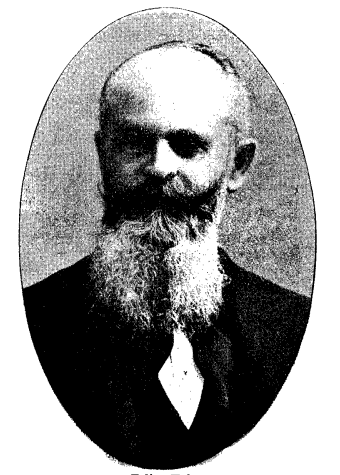
Felix Kohn

Werbung von Jacob & Josef Kohn (1898)

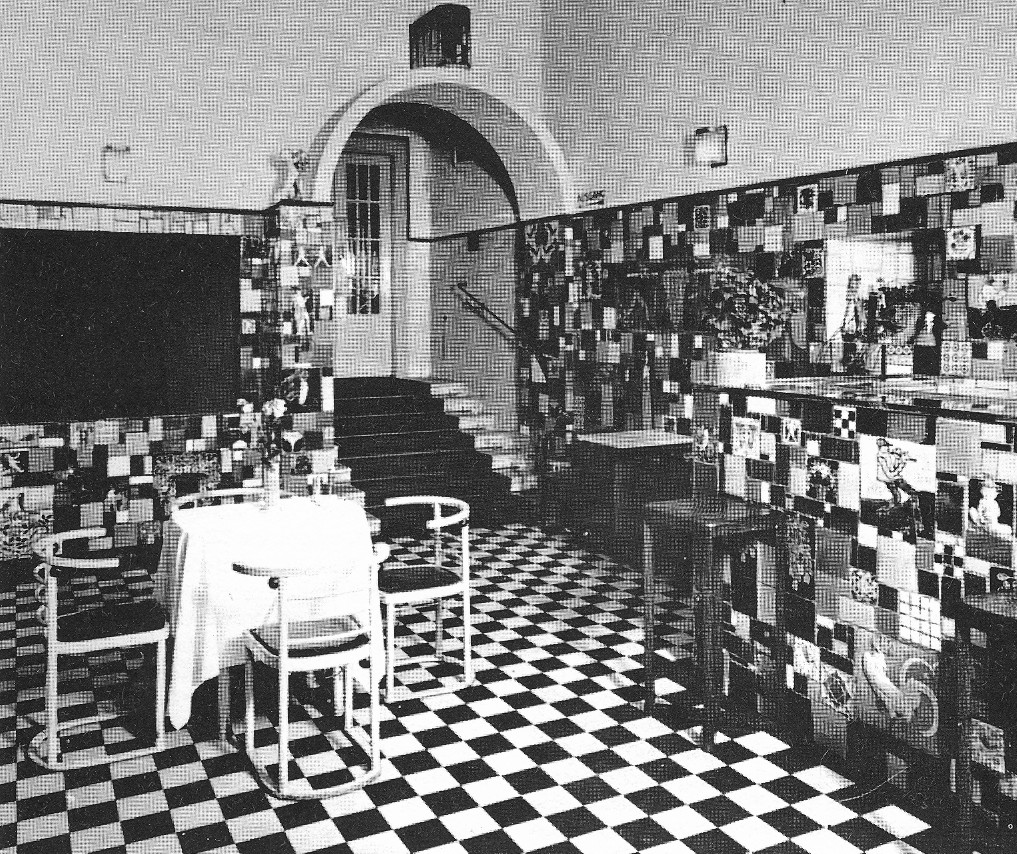
Vorraum des Cabaret Fledermaus mit der von Josef Hoffmann und Gustav Siegel entworfenen Sitzgruppe

Jacob & Josef Kohn, oder auch kurz J. & J. Kohn bezeichnet, war ein Möbel- und Inneneinrichtungs-Unternehmen in Österreich-Ungarn. Die erweiterte Bezeichnung der Firma Kohn lautete Erste Österreichische Aktiengesellschaft zur Erzeugung von Möbeln aus gebogenem Holz. Wien bzw. Aktiengesellschaft zur Erzeugung von Wiener Möbeln. Nowo Radomsk.

## Geschichte
Im Jahr 1849 gründete der jüdische Unternehmer Jacob Kohn (1791–1866) zusammen mit seinem Sohn Josef (1814–1884) in Vsetín, Mähren, eine Fabrik zur Herstellung hölzerner Bauteile. 1867 erhielt Kohn ein Privileg zur Verbesserung der Methode zum Biegen von Langholz. Bereits ein Jahr später, 1868, nahm die in Vsetín errichtete Manufaktur zur Produktion von Bugholz ihre Produktion auf. Im folgenden Jahr wurde eine zweite Produktionsstätte in Jičín, Böhmen, errichtet. Weitere Fabriken folgten 1871 in Krakau und Teschen, 1884 im russischen Nowo-Radomsk, und eine Rahmenfabrik in Holešov 1890. Im Jahr 1900 beschäftigte die Firma 6300 Arbeiter mit einer Tagesproduktion von 5500 Möbelstücken.
Jacob & Josef Kohn wurde zum spanischen Hoflieferant (Proveedor de la Real Casa) ernannt.
1893 gab es weltweit 51 Produktionsstätten von Bugholz. Kohn begegnete der steigenden Konkurrenz mit technischen Neuerungen, wie der Entwicklung neuer Möbeldetails und Produktionsprozesse, sowie der stetigen Erweiterung seiner Produktpalette. Nicht nur Cafés, auch Wohnräume wurden mit Bugholz möbliert. Nach der Etablierung seiner Rahmenfabrik war es Kohn möglich, komplette Raumausstattungen zu liefern.

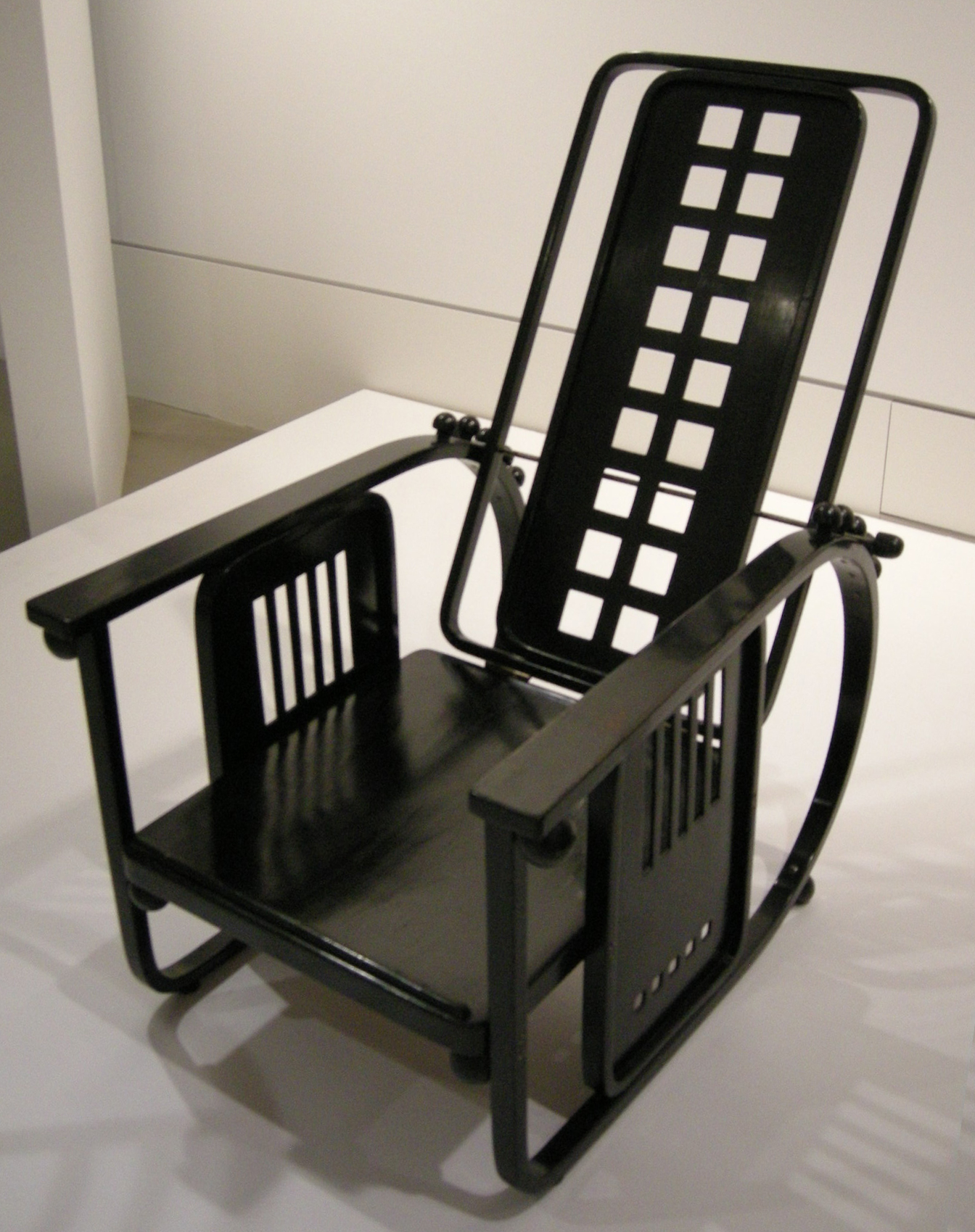
Die Sitzmaschine wurde nach einem Entwurf von Josef Hoffmann durch Jacob & Josef Kohn gefertigt.

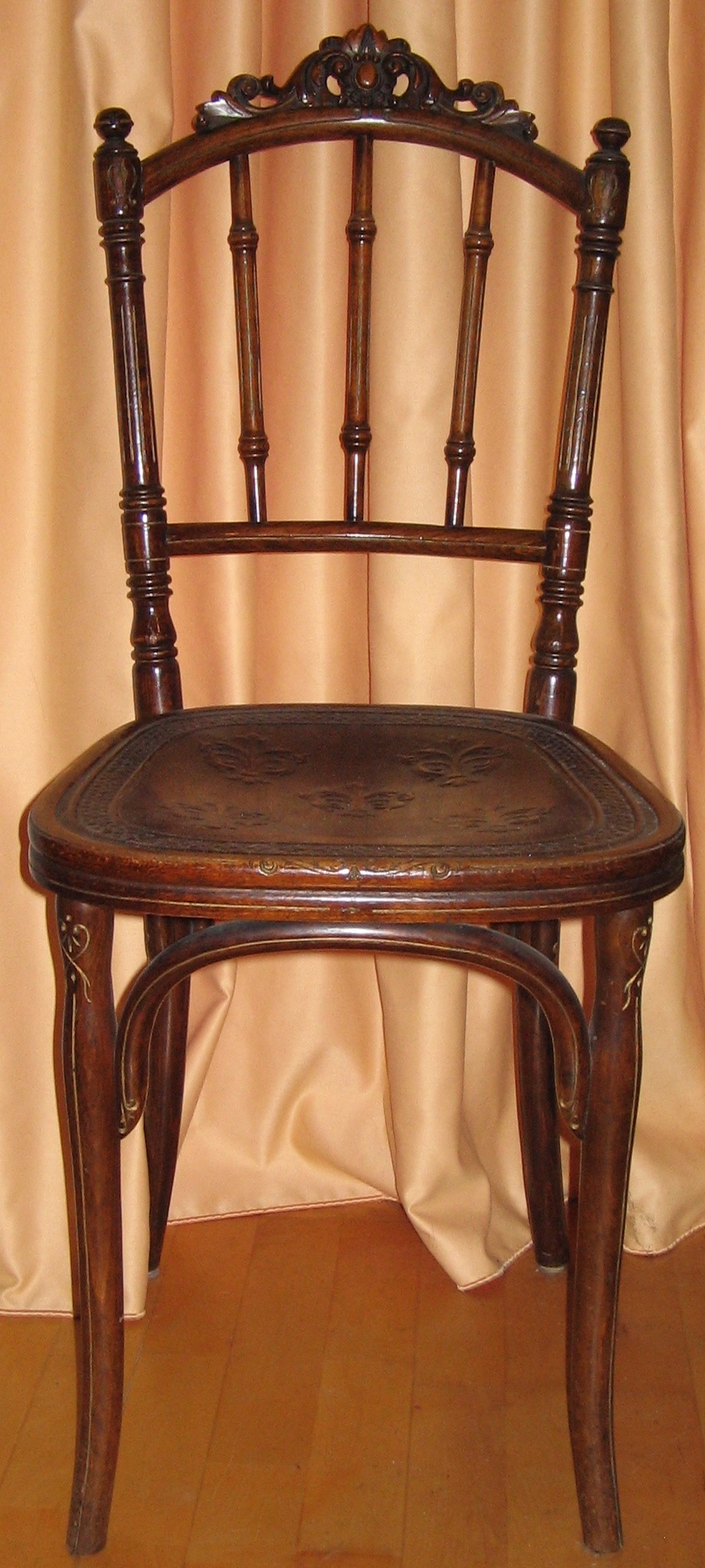
Stuhl aus der Produktion von Jacob & Josef Kohn

Josef Kohn orientierte sich zwar am Geschmack besser situierter Klienten, hatte jedoch lange Zeit keine qualifizierten Gestalter für Salonmöbel. Auf der Pariser Weltausstellung 1900 konnte er erstmals Modelle vorstellen, die von Gustav Siegel (1880–1970), einem künstlerischen Mitarbeiter der Wiener Werkstätte und Schüler Josef Hoffmanns, entworfen waren. Gustav Siegel wurde daraufhin Chefdesigner der Firma Kohn und war für die meisten Entwürfe verantwortlich. Von da an waren Bugholzmöbel nicht mehr anonyme Industrieprodukte für den Massenmarkt, sondern wurden zu einem Teil des Arts and Crafts Movements und des Produktdesigns. 1901 wurde Jacob & Josef Kohn die Ehre zuteil, den Ehrensaal der Österreichischen Ausstellung in Glasgow zu gestalten.
Nach dem Tod des Gründers Josef Kohn am 17. September 1884 führte dessen Witwe Rosa mit den Söhnen Carl, Julius, Felix und Johann Kohn fort. Der älteste der vier Brüder, Carl, zog sich 1895 ins Privatleben zurück.
Eigene Verkaufshäuser bestanden in Antwerpen, Barcelona, Berlin (Kommandantenstraße), Budapest, Hamburg, Köln, London, Madrid, Marseille, Mailand, Moskau, Neapel, Nürnberg, Paris, Rom, St. Petersburg und Warschau und andere Vertretungen und Agenturen an allen wichtigeren Handelsemporien. Die Erzeugnisse des Hauses wurden vor 1900 bereits mit 36 Ersten Medaillen und Ehrendiplomen auf fast allen Ausstellungen prämiert. Die Inhaber erhielten anlässlich der Pariser Ausstellung 1878 vom Kaiser höchste Anerkennung, sowie wurden sie durch Commandeur-, Offiziers- und Ritterkreuze österreichischer, spanischer, belgischer, deutscher und russischer Orden ausgezeichnet.
Die Möbelfabrik in Teschen wurde von Kronprinz Rudolf, Erzherzog Albrecht, Rainer und Friedrich durch Besuche beehrt und auch vom Kaiser Franz Joseph I.
Bemerkenswerte Wohlfahrtseinrichtungen in den Fabriken gaben einen Beweis für die den Arbeitern gewidmete Fürsorge. Es gab eine Invaliditäts- und Versorgungskasse, Kinderkrippen, Spar- und Vorschussinstitute, Zeichen- und Modellierschulen, regelmäßige allgemeine Weihnachtsbescherungen usw.
Neben Josef Hoffmann gestalteten Architekten wie Otto Wagner, Adolf Loos, Koloman Moser oder Otto Prutscher, Produkte der Firma Kohn, die zu großem Erfolg bei der Kölner Werkbundausstellung 1914 führten.
Die Zusammenarbeit mit Josef Hoffmann förderte Ansehen und Erfolg der Firma Kohn. So lieferte Hoffmann Entwürfe wie die Sitzmaschine aus dem Jahr 1904 und Stühle für das Wiener Cabaret Fledermaus 1907. Das Sanatorium Purkersdorf stattete Hoffmann mit Esszimmerstühlen aus schichtverleimter Buche mit kreisförmigen Verzierungen aus, die er bei Jacob & Josef Kohn ausführen ließ. Im Gegenzug entwarfen Hoffmann und Koloman Moser 1906 ein Verkaufslokal der Firma Kohn in Berlin, Leipziger Straße 40. Für die Kunstschau in Wien 1908 gestaltete er im Auftrag von Kohn ein kleines Landhaus samt Inneneinrichtung. Otto Wagner ließ die Stühle für das Depeschenbüro der Zeitung „Die Zeit“ bei Kohn fertigen.
Mit Hilfe von Möbelstoffen der Firma Backhausen schufen die Künstler Sitzmöbel, die einen für damals außerordentlichen Wert besaßen. Jacob & Josef Kohn wurde zu einer führenden Firma im Bereich der Möbelherstellung und gründete zusammen mit der Wiener Werkstätte eine Disziplin, die Jahre später als „Industriedesign“ bezeichnet wurde.
Erfolg und Bedeutung der Firma Kohn wurde durch die Teilnahme an einer Vielzahl von Ausstellungen im In- und Ausland und dort verliehener Auszeichnungen unterstrichen: Centennial Exhibition 1876 in Philadelphia; Weltausstellung Paris 1878 (Auszeichnung); 1885 Antwerpen; Exposició Universal de Barcelona (1888); Allrussische Industrie- und Handwerksausstellung 1896; Weltausstellung Paris 1900 (Auszeichnung); 1901 Glasgow; 1901/02 Österreichisches Museum für Kunst und Industrie; 1902 Turin; Louisiana Purchase Exposition 1904 in St. Louis; 1906 Mailand, London, Bukarest; 1908 Kunstschau Wien; 1910 Buenos Aires (Auszeichnung) und 1914 die Kölner Werkbundausstellung. Die Ausstellungen 1876 zeigte den Willen zu gebogenem Holz in architektonischer Form.
1914 fusionierte J. & J. Kohn mit der Mundus AG zu Kohn-Mundus, die wiederum 1922 in die Firma Gebrüder Thonet eingegliedert wurde (Thonet-Kohn-Mundus). Die Marke Kohn blieb bis 1937 bestehen. Möbel von Jacob & Josef Kohn findet man heute in Museen, wie dem Museum of Modern Art in New York oder im Musée d’Orsay in Paris. Das Museum für angewandte Kunst, MAK Wien besitzt eine große Möbelsammlung und zeigt in seiner Dauerausstellung einen Überblick über hundert Jahre Geschichte des Mitbewerbers Gebrüder Thonet sowie Erzeugnisse der Gebrüder Kohn und der Möbelfabrik Danhauser.
Das Motto der Firma Jacob & Josef Kohn lautete „Semper sursum“, „Immer aufwärts“. Die Firmenzentrale befand sich in Wien Innere Stadt, Elisabethstraße 24, die Haupt-Niederlage, also das zentrale Verkaufslokal, lag in der Inneren Stadt am Burgring 3.